# Don Edwards (ishockeymålvakt)
Donald Laurie "Don" Edwards, född 28 september 1955 i Hamilton i Ontario, är en kanadensisk före detta professionell ishockeymålvakt som tillbringade tio säsonger i den nordamerikanska ishockeyligan National Hockey League (NHL), där han spelade för ishockeyorganisationerna Buffalo Sabres, Calgary Flames och Toronto Maple Leafs. Han släppte in i genomsnitt 3,32 mål per match och hade 16 nollor (inte släppt in ett mål under en match) på 459 grundspelsmatcher. Edwards spelade också på lägre nivåer för Hershey Bears och Nova Scotia Oilers i American Hockey League (AHL) och Kitchener Rangers i Ontario Major Junior Hockey League (OMJHL).
Han draftades i femte rundan i 1975 års draft av Buffalo Sabres som 89:e spelare totalt.
För säsongen 1979-1980 vann Edwards Vezina Trophy tillsammans med lagkamraten Bob Sauvé.
Han var assisterande tränare för Los Angeles Kings i NHL (1998-1999), målvaktstränare för Carolina Hurricanes i NHL (2003-2004), general manager (2007-2008) och målvaktstränare (2008) för Saginaw Spirit i Ontario Hockey League (OHL).
Edwards är brorson till Roy Edwards, som var också målvakt i NHL mellan 1967 och 1974. 1991 drabbades Edwards av en familjetragedi när hans systers dåvarande pojkvän mördade deras föräldrar efter att pojkvännen misslyckades med att mörda henne. Det framkom under rättegången att han hade bland annat planer på att kidnappa Don Edwards alla tre barn efter vansinnesdådet. Gärningsmannen dömdes senare till livstids fängelse för bland annat dubbelmord och mordförsök.